# سید امیر نتاج
سید امیر میر حسن نتاج  (زاده 8 دی 1363 - آمل) جودوکار 81 کیلوگرم ایرانی است
وی نماینده وزن 81 کیلوگرم ایران در بازی‌های پارا المپیک تابستانی 2012 بود.
امیر نتاج صاحب چندین مدال قهرمانی جایزه بزرگ بین‌المللی جودو و بیش از ده دوره قهرمانی کشور است. نتاج در مسابقات قهرمانی جودو بزرگسالان جهان 2005 در برزیل موفق به کسب مدال طلا جهان گردید. نتاج موفق شد پس از 5 سال پی در پی اولین مدال طلای قهرمانی جهان را برای ایران در این مسابقات کسب کند.

## طلای قهرمان جودو مردان جهان 2005
همچنین سید امیر حسن نتاج در مسابقات بزرگسالان مردان جهان در کشور برزیل  موفق شد در وزن -81 کیلوگرم مدال طلای این مسابقات را کسب کرده و طلسم پنچ ساله کسب طلای مسابقات جهانی را که آخرین مدال طلای آن در دستان دیگر افراد جهان بود را بشکند.
عناوین:
همچنین سید امیر حسن نتاج کاپیتانی جودو پاراالمپیک (آتن 2004 و پکن 2008 و لندن 2012 ) را بر عهده داشته است.
نتاج  هم اکنون مربی تیم (نفت مسجد سلیمان) می باشد ، که در سال 1396  (نفت مسجد سلیمان) قهرمان لیگ شده است.
سید امیر میر حسن نتاج، یک باشگاه ورزشی در آمل (میدان صدف امیر 18 روز های زوج ساعت 18:30) افتتاح کرده است که در آنجا مشغول به مربیگری جودو است.